# مجزرة عائلة الخور
مجزرة عائلة الخور (26 أبريل 2025) هي مجزرةٌ ارتكبها سلاح الجوّ الإسرائيلي حينما أغارَ على منزل عائلة الخور في حي الصبرة جنوب غرب مدينة غزة، دون سابق إنذار او تحذير، وذلك فجر يوم السبت الموافق 26 أبريل 2025، مما أدى إلى استشهاد 22 شهيد.

## خلفية الحدث
في ساعاتِ الصباح الأولى من يوم السابع من أكتوبر 2023 أطلقت حركة المقاومة الإسلامية حماس عبر ذراعها العسكري كتائب الشهيد عز الدين القسام عملية طوفان الأقصى وذلك ردًا على الاعتداءات الإسرائيلية وتدنيس الأقصى والاستمرار في الاستيطان، كما أكّد على ذلك محمد الضيف القائد العام للقسّام والذي أعطى إشارة انطلاق العمليّة التي شهدت اقتحامًا من المقاومين لمستوطنات غلاف غزة ونجحوا في قتلِ عدد كبيرٍ من الجنود الإسرائيلين، وأسر عشرات آخرين كما استطاعوا خلال ساعات قطع عشرات الكيلومترات ووصلوا لمستوطنات أبعد من تلك المحيطة والقريبة من قطاع غزة.
الرد الإسرائيلي على هذه العمليّة جاء من خلال شنّ سلاح الجو الإسرائيلي عشرات الغارات العشوائيّة على القطاع متسبّبة في مقتل عشرات المدنيين وتدمير البنية التحتية لمدن القطاع، ليصل حد فرض إغلاق شامل وقطع متعمد لكل الخدمات من ماء وكهرباء وغاز، وهو ما هدَّد حياة أكثر من مليونَي فلسطيني يعيشُ داخل القطاع الذي يُعاني أصلًا من تبعات الحصار الخانق عليهم منذ ستة عشر عاماً.
وفي مساء يوم 27 أكتوبر/تشرين الأول، أعلن جيش الاحتلال الإسرائيلي بدء الهجوم بري على قطاع غزة من خلال بدء التوغل في بلدة بيت حانون ومخيم البريج. حدث الهجوم وسط سلسلة من الغارات الجوية الإسرائيلية واسعة النطاق التي أدت إلى قطع الاتصالات المتنقلة والوصول إلى الإنترنت في غزة.

## المجزرة
منذ بدء الحرب الفلسطينية الإسرائيلية 2023، قام سلاح الجو الإسرائيلي بقصف العديد من المنازل المدنية وارتكاب العديد من المجازر بحق المدنيين، ومن بينهم مجزرة عائلة الخور، التي أدت إلى استشهاد 22 فرد من أفراد العائلة من بينهم أطفال. 

## الضحايا
قام طيران الاحتلال بقصف المنزل دون سابق إنذار او تحذير، ما نتج عن 22 شهيد، عرف من بينهم: 
1. طلال كمال الخور
2. محضيه الخور
3. سهير وافي
4. هيام طلال الخور
5. طلال طلال الخور
6. جهاد الغول
7. محمد حسام الخور
8. مايا يحى الخور
9. جوليا يحى الخور
10. جوري يحى الخور
11. معتز جمعة الخور واولاده
12. منار
13. كريم معتز الخور
14. يامن معتز الخور
15. عمر معتز الخور
16. حمزة معتز الخور
17. مصعب جمعة الخور
18. حمزة جمعة الخور
19. رهف مصعب الخور
20. مصعب مصعب الخور
21. عائشة مصعب الخور